# 하마무라 준
하마무라 준(Jun Hamamura, 1906년 2월 7일 ~ 1995년 6월 21일)은 일본의 배우이다.
후쿠오카시에서 태어났으며 도쿄에서 사망하였다.

## 영화
- 잠자는 남자 (1996년)
- 히메유리의 탑 (1995년)
- 미스터 베이스볼 (1992년)
- 다케다 신겐 (1988년)
- 야마무라 왈츠 (1988년)
- 다케토리 이야기 (1987년)
- 로쿠메이칸 (1986년)
- 오아시스 우 모토메테 (1985년)
- 오항 (1984년)
- 메인 테마 (1984년)
- 가야꼬를 위하여 (1984년)
- 사사메유키 (1983년)
- 나미다바시 (1983년)
- 행복 (1981년)
- 원자력 전쟁 (1978년) - 아오바 시게루 역
- 하나레 고제 오린 (1977년) - 사이토 역
- 팔묘촌 (1977년)
- 불연속살인사건 (1977년)
- 마츠리 준비 (1975년) - 오키 시게요시 역
- 모래 그릇 (1974년)
- 동반 자살 (1969년)
- 신들의 깊은 욕망 (1968년)
- 사무라이 반란 (1967년)
- 가메라 (1965년)
- 사투의 전설 (1963년)
- 유키노조 변화 (1963년)
- 비행소녀 (1963년)
- 빛나는 바다 (1963년)
- 천국과 지옥 (1963년)
- 훔친 욕정 (1962년)
- 나는 두 살 (1962년)
- 파계 (1962년)
- 검은 10인의 여자 (1961년)
- 해협, 피로 물들고 (1961년)
- 남동생 (1960년)
- 태양의 묘지 (1960년)
- 청춘 잔혹 이야기 (1960년)
- 카이테이 카라 키타 온나 (1959년)
- 인간의 조건 2 (1959년)
- 들불 (1959년)
- 열쇠 (1959년)
- 타오름 (1958년)
- 동북의 신무들 (1957년)
- 구멍 (1957년)
- 버마의 하프 (1956년)